# 교육심리학
교육심리학(敎育心理學)이란 교육에 직접 관련된 심리학의 응용분야로서, 심리학의 원리나 방법을 교육에 적용하고 응용하는 학문이다.

## 성격
교육심리학에 있어 교육학은 예상불가능한 교실을 배경으로 하고 심리학은 통제된 실험실을 배경으로 한다.
심리학은 인간행동에 관한 과학적 연구를 하는 학문이며 인간의 정신생활의 법칙을 탐구하려는 것이기 때문에 인간의 형성을 직접적인 목표로 삼고 있는 교육에는 가장 밀접하게 관련되어 있다. 또한 교육현상에는 교육이라는 장(場)과 교육활동에 있어서 그 자체의 독특한 문제와 연구영역이 있기 때문에 교육심리학을 더욱 엄밀히 말하면 "교육이라는 장(場)에서 제기되는 문제를 심리학적인 입장과 방법에 의하여 해결하고자 하는 학문"이라고 말할 수 있다. 이런 점에서 교육심리학은 어린이가 출생해서 성인이 될 때까지 교육적인 발달이 진전됨에 따라 개인의 학습경험을 기술(記述)하고 설명하여 주는 과학적 심리학이라고 할 수 있고, 또 교육심리학은 교육활동에 있어서의 어떻게(how), 언제(when)의 질문에 응답하는 것이 그 임무라고 할 수 있다. 따라서 교육심리학을 성립시키는 조건은 교육이 제기하는 문제와 현대심리학이 제시하고 있는 원리와 방법의 두 가지가 된다. 그러므로 교육심리학을 연구하고자 하는 사람은 현재 교육의 특성과 그것이 심리학에서 해결을 구하고자 하는 문제를 알고, 한편으로는 현대심리학의 입장과 방법을 알 필요가 있다.
교육심리학과 성격은 밀접한 관계가 있다. 주변환경에 따라서 성격이 달라지고, 성격에 따라 교육에 따른 사람의 생각이 달라지게 된다.

## 발달
교육심리학은 교육을 효과적으로 이룩하기 위한 식견이나 기술을 제공하는 학문이라고 그 성격을 규정한다면, '단계식 교육체계'를 제창하였고, 그림과 언어를 결합한 최초의 교과서인 <세계도회(世界圖繪)>에 의해서 어린이의 언어교육 및 시청각교육의 기초를 제공한 코메니우스(J. A. Comenuis), <에밀>의 저자 루소(J. J.Rousseau), 페스탈로치(J. H. Pestalozzi) 등을 이 분야의 선구적인 인물로 제시할 수 있으나, 교육의 방법에서 요구되는 여러 가지 개념을 심리학적으로 취급한 것은 헤르바르트(J. F. Herbart)에 이르러서 최초의 시도가 이루어졌다고 할 수 있다. 그러나 심리과학적인 입장에서 교육심리학의 원형을 이룩한 것은 역시 현대심리학의 시조인 분트(W. Wundt)이다. 교육심리학은 아동심리학의 발달에 힘을 입은 바 적지 않다. 아동의 정신발달을 기술하고, 거기에서 발견되는 발달원리를 추구하는 새로운 심리학의 분야인 아동심리학은 미국의 홀(S. Hall)에 의해 최초로 시도되었다. 그는 생물학적·인류학적인 영역을 포함하는 발생심리학적인 입장에서 <아동의 도덕적·종교적 교육>(1883) 등을 발표하였다. 이와 같은 아동심리학에 대한 관심과 학문적인 활동은 교육심리학의 기초를 이루게 되었다. 이의 일환으로 독일의 모이만(E. Meumann)은 심리학과 교육학의 결합을 시도하는 연구제도로서, ① 아동의 정신적·신체적 발달, ② 아동 개인의 정신능력의 발달, ③ 아동의 개성, ④ 천부의 개인차, ⑤ 아동의 학교생활, ⑥ 각 교과에 있어서의 학습활동, ⑦ 교사의 활동·학습지도·학교제도·교수방법 등으로 분류하여 제시를 하였으며, 이것은 교육심리학의 학문적 골격을 이루게 된 것이다.
교육심리학의 또 하나의 선구적 업적은 개인차에 관한 연구이다. 이는 구미제국에서 19세기 후반에서 20세기에 걸쳐 이루어졌는데, 개인차에 관한 연구의 선구자는 골턴(F. Galton)으로 <유전적 천재>(1869) 및 <인간능력의 연구>(1883) 등을 발표했고, 미국의 카델(G. M. Cattell)은 객관적 방법에 의해서 인간의 능력을 측정하여 이것을 실제면에 적용하는 데 노력하였으며, 특히 1893년 이후 매년 칼럼비아 대학의 신입생들에게 실시한 테스트는 멘탈 테스트(mental test)의 시초가 되었다. 그러나 골턴과 카텔의 개인차 측정은 지능검사로는 결실을 보지 못하고, 프랑스의 비네(A. Binet)에 의하여 1905년에 파리 초등학교 어린이의 저능아 감별이라는 당시의 교육계의 요청에 부응해서 이루어졌다. 뿐만 아니라 유아에 관한 연구는 19세기에서부터 20세기초까지 발달하여 왔는데, 유치원 교육의 기초는 프뢰벨(F. Fr bel)에 의해 확립되었고, 아동심리학의 시조라고 불리는 독일의 생리학자 프라이어(W. Preyer) 이후 아동에 관한 많은 연구가 이루어졌다. 이상에서 본 바와 같이 교육심리학의 성립동기는 단순히 심리학과 교육이 접촉하는 점에서 발생한 것이 아니다.

## 영역 및 내용
교육심리학은 교육현상의 사회적 제 기능에 관한 심리학으로서 그 영역은 비교적 광범위하다. 즉 교육활동이 사회 안에서 부단히 성장·발달하고 있는 피교육자와 교육자 사이의 작용이라고 본다면, 교육심리학은 교육의 장으로서의 사회의 변화현상의 문제(사회심리학), 교육을 받는 피교육자, 즉 아동·학생들의 심리발달의 문제(발달심리학), 그리고 능률적이고 효과적인 지도를 위한 교육기술의 문제(학습심리학) 등을 모두 포괄할 수 있다. 스키너(Skinner)는 ① 성장과 발달, ② 학습, ③ 성격과 적응, ④ 측정과 평가, ⑤ 교수와 지도의 분야로 분류하였고, 게이치(Gates) 등은 ① 발달, ② 학습, ③ 측정과 평가, ④ 성격과 적응 등으로 분류하였으며, 크론바흐(Cronbach)는 모든 행동과정을 학습이라는 관점에서 취급했다. 이 글에서는 다음과 같은 문제들을 교육심리학의 영역으로 취급한다.

### 발달심리
교육의 목적이 피교육자의 바람직한 발달을 조장함에 있다면, 신체 및 정신적인 면에서 부단히 성장하는 아동 및 청년의 발달과정과 그 속도, 제반 행동양식과 정신능력의 발달관계, 성숙과 학습의 기능, 행동의 변용과 쇠퇴, 새로운 행동양식의 출현 등에 대하여 교육적 측면에서 포괄적으로 연구하는 분야이다.

### 학습심리
교육활동 중에서 가장 중심이 되는 것은 학습이다. 교육심리학에 있어서 학습의 연구는 교육목표에 비추어 학습이 어떻게 진척되고 있는가에 관심을 가지며, 교육과 생활의 장으로서의 학교에서 학생들이 어떻게 교육목표에 접근하려는 활동을 하는가, 또 최선의 조건이 무엇인가를 연구하는 것이다. 특히 학습의 원리, 유형 문제해결, 학습의 효과와 전이(轉移) 등의 문제는 교육심리학의 중심과제로 손다이크(Thorndike) 이후 많은 발전이 이루어졌다.

### 정신위생과 지도
개인이 사회와의 상호관계에서 어떻게 조화되며 정서적으로 안정감을 얻고 공동생활에 참여할 수 있게 되는가는 정신위생적인 측면에서 중요하다. 더욱이 부적응아(不適應兒)를 적응할 수 있도록 하기 위해 깊은 이해와 교육심리학적 통찰이 요구되며, 이 밖에도 교사와 학생관계에서의 학생의 정신위생문제, 교사의 정신건강·자질·인성(人性)·적격성의 문제는 중요한 과제가 되고 있다.

### 평가
평가라고 할 때 많이 혼용되는 단어가 측정(measurement), 검사(test), 사정(assessment), 평가(evaluation)이다. 그러나 이런 단어의 개념은 혼용될 수 없는 각기 다른 의미를 지니고 있다. 측정은 어떤 대상에 대한 특성을 수량화하는 것으로 직접측정과 간접측정으로 나눌 수 있다. 성격, 동기, 신념등과 같은 인간에게 잠재된 특성은 직접적인 측정이 어려워 간접측정을 한다. 사정은 의사결정에 필요한 자료를 수집하고 평가하는 과정이다.
평가는 다음과 같은 다양한 목적을 위해 사용될 수 있다.
1. 다양한 방식으로 수집한 정조를 통해 교수,학습과정을 설계하고 수정할 수 있는 피드백을 받는다.
2. 교사는 학생의 발달 수준이나 능력 수준을 진단하여 학생을 이해하고 그에 적합한 의사결정을 내릴 수 있다.
3. 학생은 교수,학습과정에서 자신들이 무엇을 얼마만큼 성취했는지 평가를 통해 확인하게 된다.
4. 평가는 학생의 동기에 긍정적 또는 부정적 영향을 미칠 수 있다.
5. 평가는 부모에게 학생을 이해할 수 있는 정보를 제공해 준다.

### 집단심리
집단의 심리적 경향은 성원의 인격적 상호작용에서 나타나는 결과이며, 성원은 상호관계에서 집단생활의 방법을 학습하게 된다. 최근에는 집단의 형성과 변화과정에서 야기되는 심리관계를 규명하는 집단역동(group dynamics) 분야가 나타나 있고, 교육심리학에서는 집단의 구성·응결성·사기·안정성 등을 규명하여 성원간의 견인과 반발의 관계를 밝힘으로써 이들을 바람직하게 지도하는 데 한 영역을 담당하고 있다.

## 연구방법
인간기능은 환경에 대해서 끊임없이 변화되므로 연구영역은 매우 광범위하다. 인간을 다루는 교육심리학의 과학성은 상대적인 과학으로서, 숙련된 연구자에 의해서 정확을 기하고 객관적으로 입증할 수 있는 방법을 택해야 한다. 교육심리학의 한 방법으로서 실험적인 방법만 하더라도, 실험실 내의 실험과 실험실 밖의 교육현장의 실험을 병용하는 것이 조건 통제 및 조작상의 장점을 살릴 수 있다.
교육심리학의 구체적인 방법으로 중요한 것은 다음과 같다.
1. 관찰법 ― 자연적 관찰법, 실험적 관찰법, 내관법(內觀法).
2. 조사법 ― 질문지법, 진단목록법, 면접법.
3. 검사 측정법 ― 표준화 검사, 투사법(投射法), 평정법.
4. 임상연구법 ― 일화기록법, 자서전법, 작품분석법, 사례 연구법.
5. 교육통계법.

교육심리학 연구의 새로운 접근법을 방법상의 기본측면에서 분류해 보면 다음과 같다.
1. 규범적 접근 ― 특정집단의 평균과 평균적인 변화와 형태에 대하여 관심을 가지며, 횡단적(cross-sectional) 연구방법과 종축적(longitudinal) 연구방법이 있다
2. 설명적 접근 ― 발달과정에서 일어나는 여러 현상의 기술(記述)과 발달상의 변화를 가져오는 결정적인 원인을 발견하려는 데에 집중한다
3. 자연적 접근 ― 실생활에서 일어나는 반복된 행동을 단순히 관찰하고 기술한다.
4. 조작적 접근 ― 연구목적에 따라 환경을 조작하거나 인간행동을 통제하는 것을 전제로 하는 방법이다.
5. 동시적 접근 ― 현재의 환경 속에서 일어나고 있는 두 가지 이상의 현실간의 관계를 연구한다.
6. 역사적 접근 ― 현재 일어나고 있는 어떤 행동적인 특징을 과거의 경험에서 찾는 데 중점을 둔다.
7. 무이론적 접근 ― 인간의 심리적 특성을 단지 조사하고 기술하는 데 중점을 둔다.
8. 이론적 접근 ― 제시된 이론을 중심으로 도출된 가설을 검증하는 방법 등이 있다.